# دووی‌ویل (تگزاس)
دووی‌ویل (به انگلیسی: Deweyville) یک منطقهٔ مسکونی در ایالات متحده آمریکا است که در شهرستان نیوتون، تگزاس واقع شده‌است. دووی‌ویل ۲۹٫۳ کیلومتر مربع مساحت و ۱٬۰۲۳ نفر جمعیت دارد و ۶ متر بالاتر از سطح دریا واقع شده‌است.